# Leadville (Colorado)
Leadville város az Amerikai Egyesült Államok Colorado államában, Lake megyében, melynek megyeszékhelye is. Lakosainak száma 2633 fő (2020. április 1.).

## Népesség
A település népességének változása:

| 2010 | 2 602 |
| 2020 | 2 633 |